# Campeonato Mundial de Luge de 2005
O Campeonato Mundial de Luge de 2005 foi a 36ª edição da competição e foi disputada entre os dias 18 e 20 de fevereiro em Park City, Estados Unidos. 

## Medalhistas
| Evento                                 | Ouro                                                                  | Prata                                                                      | Bronze                                                                                    |
| Individual masculino detalhes          | ITA Armin Zöggeler                                                    | GER Georg Hackl                                                            | GER David Möller                                                                          |
| Individual feminino detalhes           | GER Sylke Otto                                                        | GER Barbara Niedernhuber                                                   | GER Anke Wischnewski                                                                      |
| Duplas detalhes                        | GER Alemanha André Florschütz Torsten Wustlich                        | GER Alemanha Patric Leitner Alexander Resch                                | USA Estados Unidos Mark Grimmette Brian Martin                                            |
| Revezamento misto por equipes detalhes | GER Alemanha Georg Hackl Sylke Otto André Florschütz Torsten Wustlich | USA Estados Unidos Tony Benshoof Ashley Hayden Mark Grimmette Brian Martin | ITA Itália Armin Zöggeler Anastasia Oberstolz-Antonova Christian Oberstolz Patrick Gruber |

## Quadro de medalhas
| Ordem | País           |   |   |   |   |
| 1     | Alemanha       | 3 | 3 | 2 | 8 |
| 2     | Itália         | 1 |   | 1 | 2 |
| 3     | Estados Unidos |   | 1 | 1 | 2 |